# Manuel Camilo dos Santos
Manuel Camilo dos Santos (Guarabira, 9 de junho de 1905 — Rio de Janeiro, 9 de abril de 1987) foi um escritor, poeta popular, violeiro, repentista, horoscopista, comerciante e compositor brasileiro.
Atuou como ambulante, marceneiro e foi candidato a deputado federal. Instalou em 1942, em Guarabira, uma pequena tipografia de nome "Tipografia e Folhetaria Santos", que foi transferida para a cidade de Campina Grande em 1957, que depois de modernizada passou a chamar A Estrella da Poesia. Nestes locais imprimiu seus folhetos no gênero literatura de cordel.
Recebeu o prêmio de melhor poeta popular do Brasil em 1975, concedido pela Universidade Regional do Nordeste, na cidade de Campina Grande, Paraíba.

## Livros de poesia
- Autobiografia do poeta (1979)
- O caboclo do bode (1974)
- Viagem a São Saruê, obra traduzida para o francês (1956)[2]
- O Sabido sem estudo (1955)

## Poemas
- C. A poesia está
- Doutor mestre pensamento
- Há muitos anos passados
- Muitas das minhas histórias
- Os peixes lá são tão mansos
- A verdade
- M. C. S.
- Motes dados por Egídio
- Saudade muita saudade
- O sabido sem estudo[3]

| “ | Deus escreve em linhas tortas Tão certo chega faz gosto E fez tudo abaixo dele Nada lhe será oposto Um do outro desigual Por isto o mundo é composto ..... Tem às ordens um seu criado | ” |

## Homenagens e prêmios
- Patrono da Casa de Cultura São Saruê, cujo nome homenageia o poeta pelo poema "Viagem a São Saruê", (1978) - Rio de Janeiro.
- Diploma de melhor poeta popular do Brasil concedidos pela Universidade Regional do Nordeste, em solenidade no Museu de Artes, (1975) - Campina Grande Paraíba.
- Diploma no Segundo Congresso de Poetas e Violeiros de São Paulo, (1960) - São Paulo.
- Diploma no Congresso de Poetas e Repentistas de Salvador, (1955) - Salvador.